# .mg
.mg là tên miền quốc gia cấp cao nhất (ccTLD) của Madagascar.

## Tên miền cấp 2
Đăng ký trực tiếp tên cấp 2, hoặc cấp 3 dưới một số tên sau:
- .org.mg: Tổ chức
- .nom.mg: Cá nhân
- .gov.mg: Cơ quan chính phủ
- .prd.mg: Dự án và chương trình nghiên cứu
- .tm.mg: Thương hiệu đã đăng ký
- .edu.mg: Cơ quan giáo dục
- .mil.mg: Cơ quan quân đội
- .com.mg: Thương mại (đăng ký không hạn chế)

Đối với vài sự đăng ký, cần phải trình ra tài liệu chính thức để chứng minh tính hợp pháp của người đăng ký.